# Nämdö socken
Nämdö socken i Södermanland ingick i Sotholms härad, ingår sedan 1974 i Värmdö kommun och motsvarar från 2016 Nämdö distrikt.
Socknens areal var den 1 januari 1961 41,18 kvadratkilometer, varav 40,88 km² land. År 2000 fanns här 98 invånare.  Sockenkyrkan Nämdö kyrka ligger i socknen. 

## Administrativ historik
Nämdö församling bildades senast 1607 genom en utbrytning ur Österhaninge församling. Blev en fristående jordebokssocken 1890.
Vid kommunreformen 1862 övergick socknens ansvar för de kyrkliga frågorna till Nämdö församling och för de borgerliga frågorna till Nämdö landskommun. Landskommunen inkorporerades 1952 i Djurö landskommun som 1974 uppgick i Värmdö kommun. Församlingen uppgick 2002 i Djurö, Möja och Nämdö församling.
1 januari 2016 inrättades distriktet Nämdö, med samma omfattning som församlingen hade 1999/2000. 
Socknen har tillhört län, fögderier, tingslag och domsagor enligt vad som beskrivs i artikeln Sotholms härad. De indelta båtsmännen tillhörde Första Södermanlands båtsmanskompani.

## Geografi
Nämdö socken utgörs av Nämdö och kringliggande öar öster om Nämdöfjärden. Socknen består mest av skog och kalt berg.
Socknen ligger i Stockholms skärgård och består av huvudön Nämdö samt ett stort antal mindre öar, bland dem Biskopsön, Boskapsön, Bullerö, Byttan, Ekholmen, Gillinge, Hallskär, Jungfruskär, Långviksskär, Mörtö, Orrön, Rågskär, Rögrund, Uvön och Villinge.
En sätesgård var Östanviks gård.

## Fornlämningar
Från historisk tid finns några labyrinter.

## Befolkningsutveckling
Befolkningen ökade från 214 1810 till 312 1860 varefter den minskade till 65 1970. Därefter vände folkmängden uppåt igen till 106 1990.

## Namnet
Namnet (1300 Neffö, 1539 Nemdöö) innehåller troligen näf, 'näbb', syftande på en terrängformation som liknar en näbb eller näsa.
Skrevs förr även Nämndö socken.